# 伊扎克·帕尔曼
伊扎克·帕尔曼（希伯來語：יצחק פרלמן，1945年8月31日—），以色列裔美国小提琴家，指挥家，音乐教师。帕尔曼曾在世界各地演出，包括在白宫为伊丽莎白二世女王举行的国宴，以及巴拉克·奥巴马总统的就职典礼。他曾指挥底特律交响乐团、费城管弦乐团和威彻斯特爱乐乐团。2015年，他被授予总统自由勋章。他曾获得16项格莱美奖（包括一项格莱美终身成就奖）和四项艾美奖。他被认为是20世纪后期最出色的小提琴家之一。

## 生平

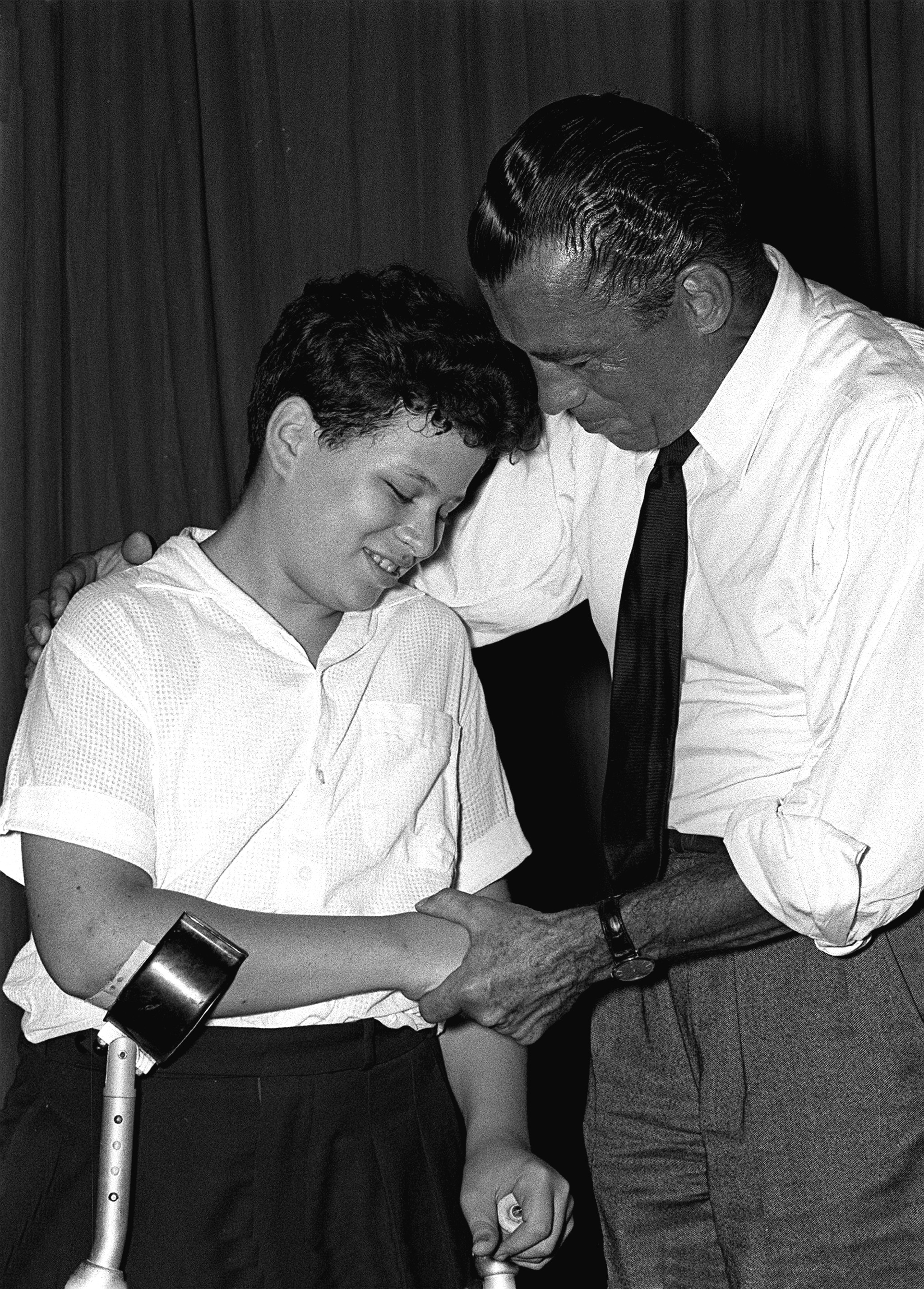
埃德·沙利文在音乐会后祝贺13岁的帕尔曼，1958年

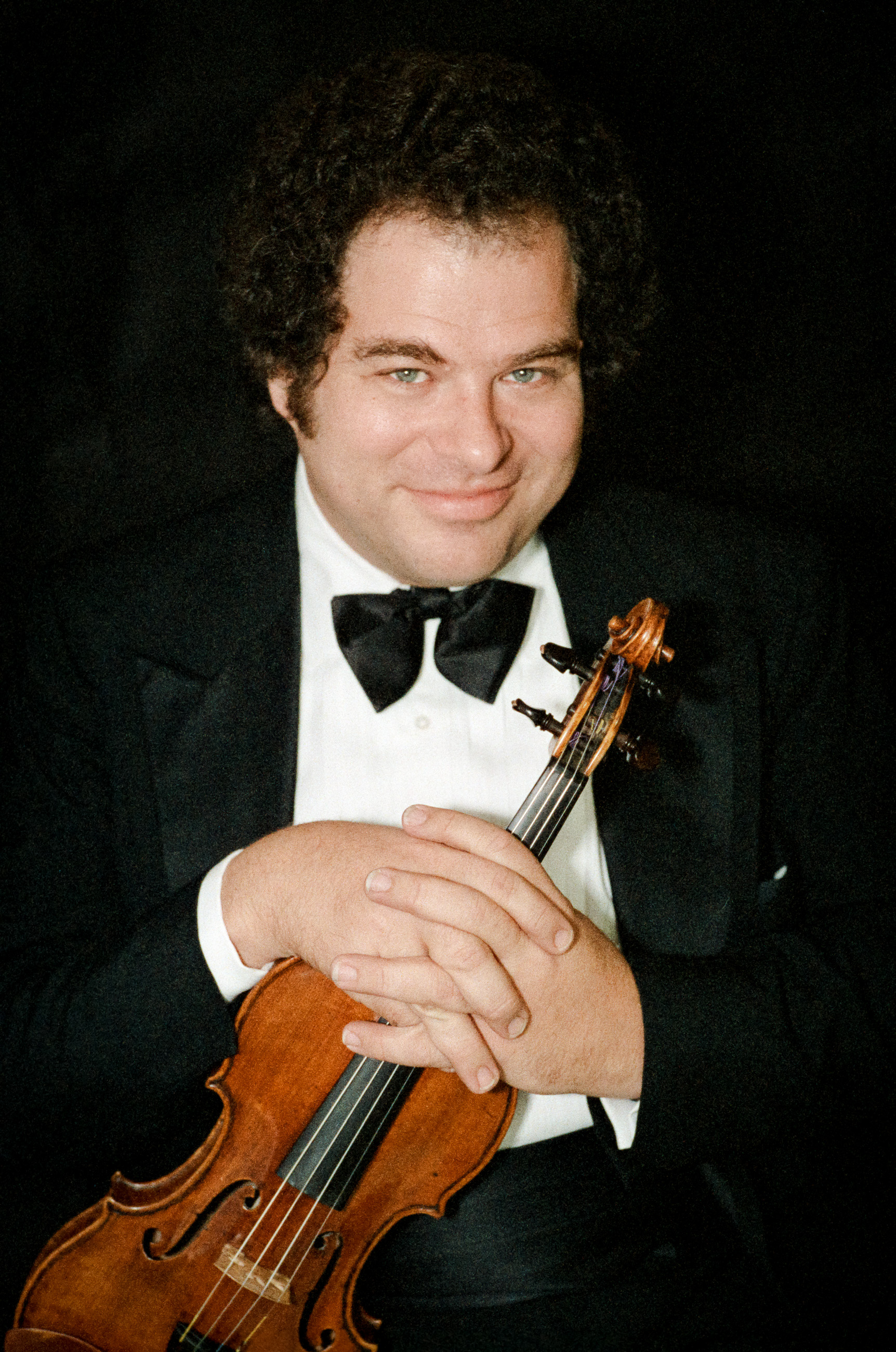
1984年的帕尔曼

2014年的帕尔曼

帕尔曼生于以色列的特拉維夫。父親為理髮師。四岁时患上小儿麻痹症，之后便用腿部支架和拐杖行走，并坐着拉小提琴。
一次在收音机中听到有人拉小提琴，对小提琴产生了兴趣。三岁时因太小而拿不动小提琴而未能进入舒拉密特音乐学院。然而，他用一把玩具小提琴自学直到他年龄足够进入舒拉密特音乐学院随丽芙卡·戈德加特（Rivka Goldgart）学习，后进入特拉维夫音乐学院（现布赫曼-梅塔音乐学院），并在10岁时在那里举办了第一场独奏会。他 13 岁时移居美国，进入茱莉亚音乐学院，隨伊凡·加拉米安和桃樂絲·狄蕾學琴。
1963年，帕尔曼在卡内基音乐厅首次亮相，并于1964年赢得莱文特里特比赛。之后帕尔曼开始广泛巡回演出，也录制了大量的唱片。70年代后，他的身影出现在《今夜秀》和《芝麻街》等电视节目中，并曾多次在白宫的一些活动中演出。
进入二十一世纪以来，帕尔曼开始指挥，并在底特律交响乐团担任首席客座指挥。2002年至 2004年，他担任圣路易斯交响乐团的音乐顾问。2007年11月，威彻斯特爱乐乐团宣布任命他为艺术总监和首席指挥。
除了他的本行古典音乐外，帕尔曼也演奏爵士乐和克莱兹默。帕尔曼经常以独奏家的身份录制电影配乐。他演奏的由约翰·威廉姆斯创作的电影《辛德勒的名单》的配乐，荣获奥斯卡最佳电影音乐奖。他以小提琴独奏与大提琴家马友友合作录制了《艺妓回忆录》的乐曲。

## 其他
帕尔曼作为独奏家与许多著名音乐家合作过，如马友友、杰西·诺曼、艾萨克·斯特恩、尤利·泰米卡諾夫（纪念柴科夫斯基诞辰150周年音乐会）以及瑪塔·阿格麗希，中国青年小提琴家李传韵为其徒弟。
帕尔曼使用的小提琴是著名的斯特拉迪瓦里琴，索尔·斯特拉迪（Soil Strad，由梅纽因于1950年买下，1986年赠与帕尔曼）。
帕尔曼的妻子是托比·帕尔曼，负责管理汉普敦夏日音乐学校。他们育有一子—拉米·帕尔曼，目前是Something for Rockets乐队的一员。

## 获奖与荣誉
- 2003年，肯尼迪中心荣誉奖
- 格莱美最佳室内乐演奏奖：
  - 丹尼尔·巴伦博伊姆&伊扎克·帕尔曼《勃拉姆斯：三首小提琴奏鸣曲》（1991年格莱美奖）
  - 弗拉基米尔·阿什肯纳齐，林恩·哈雷尔&伊扎克·帕尔曼《贝多芬：钢琴三重奏全集》（1988年格莱美奖）
  - 弗拉基米尔·阿什肯纳齐，林恩·哈雷尔&伊扎克·帕尔曼《柴科夫斯基：a小调钢琴三重奏》（1982年格莱美奖）
  - 平查斯·祖克曼&伊扎克·帕尔曼《双小提琴乐曲（莫什科夫斯基：双小提琴组曲/肖斯塔科维奇：二重奏/普罗科菲耶夫：双小提琴奏鸣曲）》（1981年格莱美奖）
  - 弗拉基米尔·阿什肯纳齐&伊扎克·帕尔曼《贝多芬：小提琴奏鸣曲》（1979年格莱美奖）
- 格莱美最佳器乐独奏或合奏奖（管弦乐伴奏）
- 格莱美最佳器乐独奏奖（无管弦乐伴奏）
- 格莱美最佳古典专辑
- 格莱美最佳录音制作，古典类

## 外部連結
- 伊扎克·帕尔曼的Discogs页面（英文）
- 伊扎克·帕尔曼在Allmusic上的頁面
- 伊扎克·帕尔曼在互联网电影资料库（IMDb）上的資料（英文）
- 世界音乐会艺术家名录中的伊扎克·帕尔曼传记（英文）
- C-SPAN內的頁面（英文）
- 伊扎克·帕尔曼在《查理·罗斯访谈录》上的访谈视频 2010-08-09
- Itzhak Perlman question and answer session 2011-03-19
- 伊扎克·帕尔曼与约翰·威廉姆斯在《查理·罗斯访谈录》上的访谈视频 1997-08-08
- The Perlman Music Program （页面存档备份，存于）
- YouTube上的John Williams, Itzhak Perlman - Schindler's List